# NGC 4513
NGC 4513 في الفهرس العام الجديد، هي مجرة، تقع في كوكبة التنين. اكتشفت في 16 أكتوبر 1866 بواسطة هاينريش لويس دريست.

## روابط خارجية
- NGC 4513 على موقع ويكي سكاي: DSS2, SDSS, GALEX, IRAS, Hydrogen α, X-Ray, Astrophoto, Sky Map, Articles and images